# Muntanya de Velers
La Muntanya de Velers és una muntanya de 545 metres que es troba entre els municipis de Canet d'Adri i de Sant Martí de Llémena, a la comarca del Gironès.
Es pot accedir a la muntanya per un camí que recorre la carena de la serra des del coll de les Palomeres, al nord-est, fins a la Bora Tuna, al sud-oest.